# Indoor-Empfang
Unter Indoor-Empfang versteht man den Empfang von Funkdiensten wie Mobilfunk oder von Rundfunk- und Fernsehprogrammen innerhalb von Gebäuden (engl. indoor) unter Nutzung der im Gerät selbst vorhandenen Antennen.
Die frequenzabhängige Dämpfung auf das Funksignal durch Gebäudebauteile führt zu geringeren Signalfeldstärken innerhalb von Gebäuden. Die Gebäudedämpfung bei Indoor-Empfang wird als zusätzlicher Summand in der Leistungsübertragungsbilanz berücksichtigt. Typische Dämpfungswerte bei Frequenzen um die 400 MHz sind 10 dB bei lockerer Bebauung und 20 dB bei dichter Bebauung. Konkrete und genaue Werte hängen stark von den verwendeten Baustoffen und den örtlichen Gegebenheiten ab. Bei komplexen Gebäudestrukturen können die verschiedenen Einflüsse für den Indoor-Empfang in detaillierten Versorgungsplänen dargestellt werden, die Erfassung der Feldstärke erfolgt mit speziellen Messempfängern. Im Gebäudeplan wird pro Raum und Etage die konkrete Empfangsfeldstärke grafisch durch verschiedenartige Einfärbungen oder Zahlenwerte dargestellt. Wo Indoor-Empfang möglich ist, ist deshalb – außer in seltenen Sonderfällen – auch immer Outdoor-Empfang möglich.
Beim Mobilfunk verwenden die Anbieter den Begriff Netzabdeckung, um Vorhersagen machen zu können, wo die Empfangsbedingungen für den Betrieb des Endgerätes noch ausreichend sind. Da die Empfangsbedingungen in Gebäuden deutlich schlechter sind, wird bei Angabe der Netzabdeckung unterschieden zwischen der Netzabdeckung outdoor, also hinreichender Signalqualität im Freien, und der Netzabdeckung indoor. Der Vorhersage Netzabdeckung indoor liegen im Regelfall keine detaillierten Messungen innerhalb von Gebäuden zu Grunde, sondern es wird mit pauschalen und gemittelten Dämpfungswerten auf die Signalstärke im Bezug zum Freiraum gearbeitet.
Wo kein Indoor-Empfang möglich ist, können, je nach Funkdienst, unter Umständen genehmigungspflichtige Repeater eingesetzt werden. Anwendungsbereich sind hier unter anderem Mobilfunknetze. Repeater empfangen die Signale im Außenbereich und leiten sie gezielt in einzelne Räumlichkeiten in das Gebäude weiter, analog dazu werden Signale vom Innenbereich über den Repeater in den Außenbereich weitergeleitet. Beim digitalen Rundfunk kommt der Anschluss einer Zusatzantenne in Frage, falls die Anschlussmöglichkeit einer externen Antenne am Gerät besteht. Ein Indoor-Empfang von Satellitensignalen wie DVB-S ist aufgrund der Dämpfungswerte herkömmlicher Gebäude nicht unterbrechungsfrei und damit praktisch nicht möglich. Das gilt auch entgegen verschiedenen anderslautenden Publikationen für die Signale von GPS-Satelliten.
Beim Betrieb von lokalen Funknetzen wie WLAN ist in der Regel der Outdoor-Empfang, also auf dem Balkon oder im Garten, die problematische Empfangssituation, da sich der Sender innerhalb des Gebäudes befinden.